# Simona Weller
Simona Weller (Roma, 10 maggio 1940) è una pittrice italiana.

## Biografia
Dopo gli studi classici si diploma all'Accademia di Belle Arti con Ferruccio Ferrazzi e Mario Mafai, nel 1961 sposa Roberto Veller, regista teatrale, drammaturgo  e sceneggiatore. Dal 1960 al 1963 viaggia e lavora in Thailandia ed Egitto. Nel 1964 vive alcuni mesi a Madrid.
In questo periodo la sua pittura risente di un surrealismo di natura e della frequentazione dei musei. Tornata a Roma, diventa compagna di Cesare Vivaldi con cui frequenta le personalità più interessanti del mondo letterario ed artistico. Diventa assistente di Giulio Turcato alla cattedra di figura disegnata ed esordisce alla Quadriennale di Roma del 1973 con grandi tele di pittura-scrittura, definite dai critici paesaggi mentali. Nel 1976 pubblica la prima ricerca sulle artiste italiane del XX secolo. Da questo momento la sua ricerca pittorica sarà sempre affiancata da quella saggistica e letteraria, tra le opere principali:  Ritratto di Angelica (1998), ispirato alla vita di Angelika Kauffman, Una rosa nel cuore (2000) e Suzanne, le stagioni di Montparnasse (2002), entrambi dedicati alla biografia di Suzanne Valadon, Marinetti amore mio (2015) biografia di Benedetta Cappa, la moglie di Filippo Tommaso Marinetti. Alcuni cicli delle sue opere hanno come tema “la lettera”. Il più recente è Lettere di una pittrice italiana a Van Gogh che le è valso l'invito per una mostra itinerante nei Paesi Bassi. Negli ultimi vent'anni ha eseguito lavori anche in ceramica, dove ha elaborato nuove forme e nuovi decori.
L'8 marzo del 2006, su indicazione del premio nobel Rita Levi-Montalcini, il Presidente della Repubblica, Carlo Azeglio Ciampi, le ha conferito l'onorificenza di commendatore per meriti culturali. Nel 2009, su richiesta della Segreteria di Stato della Città del Vaticano, realizza la medaglia ufficiale del quinto anno di pontificato di Benedetto XVI raffigurandovi San Paolo e la Basilica Ostiense, mentre il motto paolino "Mihi vivere Christus est", ripetuto sullo sfondo, crea quella texture che caratterizza la sua ricerca artistica.